# 1240年大彗星
1240年大彗星（Great Comet of 1240），正式命名為C/1240 B1，是一顆1240年肉眼可見的彗星。由於其非凡的亮度，它被認為是大彗星之一。

## 觀測歷史
這顆彗星在日本特別頻繁地被觀測。根據18世紀編年史《大日本史》記載，1240年1月27日，可能是當天晚上，人們在西南方發現一顆「掃帚星」。這顆彗星呈紅白色，彗尾指向東南方，長度為3°。兩天之後，亮度與土星比似，尾巴長為4°。接下來的兩天，由於天氣惡劣，日本無法觀測到這顆彗星。
大約在同一時間，其他地方也發現了這顆彗星。13世紀的義大利編年史《Tarvisinae et Lombardiae》報道稱，1月25日左右，西方出現了一顆彗星。因為資訊不準確，天文學家使得無法確定這項觀察紀錄是否比日本觀察記錄還早。根據中國編年史《宋史》記載， 1月31日，中國地區有一次獨立發現。
2月1日，日本人進一步報告說，這顆彗星位於木星附近，亮度與金星相當。彗星的「光線」延伸了4°長。第二天，這顆彗星就出現在木星的“對面”，整晚都可以觀測到。2月5日、12日、13日、21日，進一步觀察顯示它的尾巴仍依稀可見。
根據中國編年史記載，2月23日觀測到這顆彗星，最後一次觀測是在3月31日。詹姆斯·威廉斯（James Williams）將中國1月31日和2月23日的觀測記錄認為是兩顆不同的彗星，但認為這兩次觀測可能是相關的。
許多歐洲紀錄也提到了這顆彗星，儘管精確資訊或多或少。義大利聖傑爾馬諾的理查德的當代編年史《Ryccardi de Sancto Germano notarii Chronica》只記載：「1240年2月 […] 一顆彗星出現了」而馬修·帕里斯 （Matthew Paris）所著的13世紀英文文本《Chronica Majora》則有更詳細地記錄。
在一篇17世紀的彗星紀錄中，艾爾伯圖斯·麥格努斯引用了1240年：我在薩克森的世界立方體附近看到了一顆彗星，它投射了條紋在太陽升起和正午之間，更偏向早晨。關於這顆彗星出現時間特別長的類似不切實際的資訊已被廣泛報導。在同一份文件中，1241年的條目指出：「在亨利三世國王統治下的英格蘭，一顆可怕的彗星出現，持續了大約30天 。
2月2日，這顆彗星達到0等。